# Пут снова (књига)
Пут снова је књига поезије списатељице кримића Агате Кристи. О њеном трошку објавила га је Џефри Блес у јануару 1925. по цени од пет шилинга (5/-). Само једно издање од 112 страница је икада објављено.
Кристи је већину свог живота писала поезију; њена прва објављена дела која се могу пратити су три песме из 1919: World Hymn у издању Тhe Poetry Review за март/април, Dark Sheila у издању Poetry today за мај/јун и Пролазак у истом часопису за новембар/децембар. Све три песме су поново штампане у Путу снова.
Књига је подељена у четири одељка:
- Маска из Италије
- Баладе
- Снови и фантазије
- Отхер Поемс

Последњи део укључује песму под насловом In a Dispensary која помиње многе отрове које би Кристи користила у својој дугој измишљеној каријери.

## Рецепција
The Times Literary Supplement у свом издању од 26. фебруара 1925. похвалио је Маску из Италије и друге одабране песме, истовремено наводећи да је „њен таленат, међутим, превише деликатан да би убедљиво претворио баладу“. Ипак, закључено је изјавом да се у песмама попут Beatrice Passes (из Снова и фантазија ) њен „прави песнички дар најбоље испољава“.
Кристијева не помиње књигу у својој аутобиографији. Њена званична биографија прича да јој је Еден Филпотс, породични пријатељ, писао и рекао јој да „има велике лирске дарове“. Такође ју је упозорио да се неће добро продавати, и показало се у праву када су копије остале неповезане и непродате све до 1960-их.
Садржај књиге поново је штампан у збирци Песме из 1973. године као „Први том“, иако постоји неколико разлика између ова два издања.

## Историја публикације
- 1925, Џефри Блес, тврд повез, јануар 1925, 112 стр, OCLC 12657447